# مسجد الإمام الأوزاعي
مسجد الإمام الأوزاعيّ، يُعدُّ من أهمّ المساجد في لبنان، لأنّه المعلم الأثريّ العباسيّ الوحيد في بيروت. سمّي على اسم  الإمام الأوزاعيّ، لأنّه شيّد في عصره، فنسب إليه، واكتسب شهرة كبيرة كمعلم تاريخيّ إسلاميّ كبير.
يقع المسجد على الشّاطئ منطقة الجناح المحاذي لحدود العاصمة اللّبنانيّة بيروت. 

## تاريخ المسجد
مسجد الإمام الأوزاعيّ هو بناء أثريّ بُني في العهد العباسيّ في زمن الخليفة الثّاني أبي جعفر المنصور المتوفّى سنة 775م. وما يزال قائما إلى اليوم في ضاحية بيروت بالقرب من شاطئ البحر، وهو المسجد الوحيد الّذي حُفِظ في بيروت منذ ذلك الزّمن، وسمّي قديما جامع «حنتوس». نسبة لحنتوس وهي قرية قديمة، انمحت آثارها، ونشأت مكانها ضاحية تعرف اليوم باسم "محلّة الأوزاعيّ"؛ نسبة إلى مقام الإمام الأوزاعيّ المدفون في الجهة القبليّة من الجامع.

## المسجد في العصر الحاضر
مسجد الإمام الأوزاعيّ في الوقت الحاضر عبارة عن جزأين أحدهما قديم جدًّا والآخر حديث البناء في الجهة الشّرقيّة، وتمّ بناء هذا الجزء عام 1954، ويقع على الشّاطئ الجنوبيّ المكمّل لشاطئ مدينة بيروت الإداريّة. 

## مميّزات المسجد
من أهمّ الأوصاف الّتي يمتاز فيها المسجد أنّه ينقسم  إلى قسمين. قسم أثريّ، يعود إلى الحقبة العباسيّة، عمره يقارب الـ 1250 سنة وهو عبارة عن مسجد صغير نسبيًّا ومبنيّ  من الصّخر والحجر الرّمليّ بالإضافة إلى ذلك لا تتجاوز مساحته الـ5 أمتار مربّعة. لأجل الحفاظ على المسجد تمّ ترميمه منذ أكثر من 10 سنوات رُمّم المسجد الصّغير، وأضيفت إليه موادّ خاصة للحفاظ عليه من التّآكل، وخاصّة أنّه قريب من البحر. أمّا المسجد الحديث وهو امتداد للمسجد الصّغير.